# ササガニユリ属
ササガニユリ属（ササガニユリぞく、スパイダーリリー類）はヒガンバナ科の球根性多年生草本。学名のままヒメノカリス属と称することもある。

## 特徴
高さ40–80 cmほど。葉は幅広の長楕円形から広線形で、葉柄を有する種もある。ハマオモトにも似るが、花の形状が異なる。属名はギリシャ語のὑμήν（膜）とκαλός（美しい）に由来し、雄しべが被膜と合着して美しい盃状の副花冠を形成することによる。花弁は6枚で細長い。花は白や黄色で芳香を有し、径15–20 cmほどの大きく見応えのある花を房状につけ、1つ1つの花は寿命1–2日と短いが、次々と開花させる。
英名は蜘蛛のような細長い花被片と、花の外見がユリにも似ていることに由来するとされ、同じヒガンバナ科で花の形が似るハマオモト属Crinum、ヒガンバナ属Lycoris、ネリネ属Nerineの花とともに、spider lilyと総称される。

## 分布と生育環境
米国南部～南米原産で熱帯域に多く、60種以上が記載されている。日本国内にも複数種が園芸用に流通する。以下では最新園芸大辞典掲載種のうち、YListで和名が記されている2種を挙げる。
- ササガニユリ H. littoralis (Jacq.) Salisb.[8]

- ナガエササガニユリ H. speciosa (L.f. ex Salisb.) Salisb.[9]

前者のササガニユリは小笠原諸島聟島に野生化。後者のH. speciosaは明瞭な葉柄を有するとされる。

## 利用
沖縄県のような暖地では庭、街路へ植栽される。耐寒性がないため、降霜地域では温室内で栽培される。繁殖方法は株分けや実生による。日当たりと排水の良い場所が望ましく、日陰で栽培すると葉が細長くなり鱗茎の肥大が悪い。丈夫な植物で手入れはほとんど不要で、2–3年に1回程度、新しい葉が伸びだす前に株分け・移植して更新すると良い。病害虫は少ないが、カタツムリが花を食害することがある。

## ギャラリー

葉柄をもたない種（沖縄県那覇市役所前にて撮影）
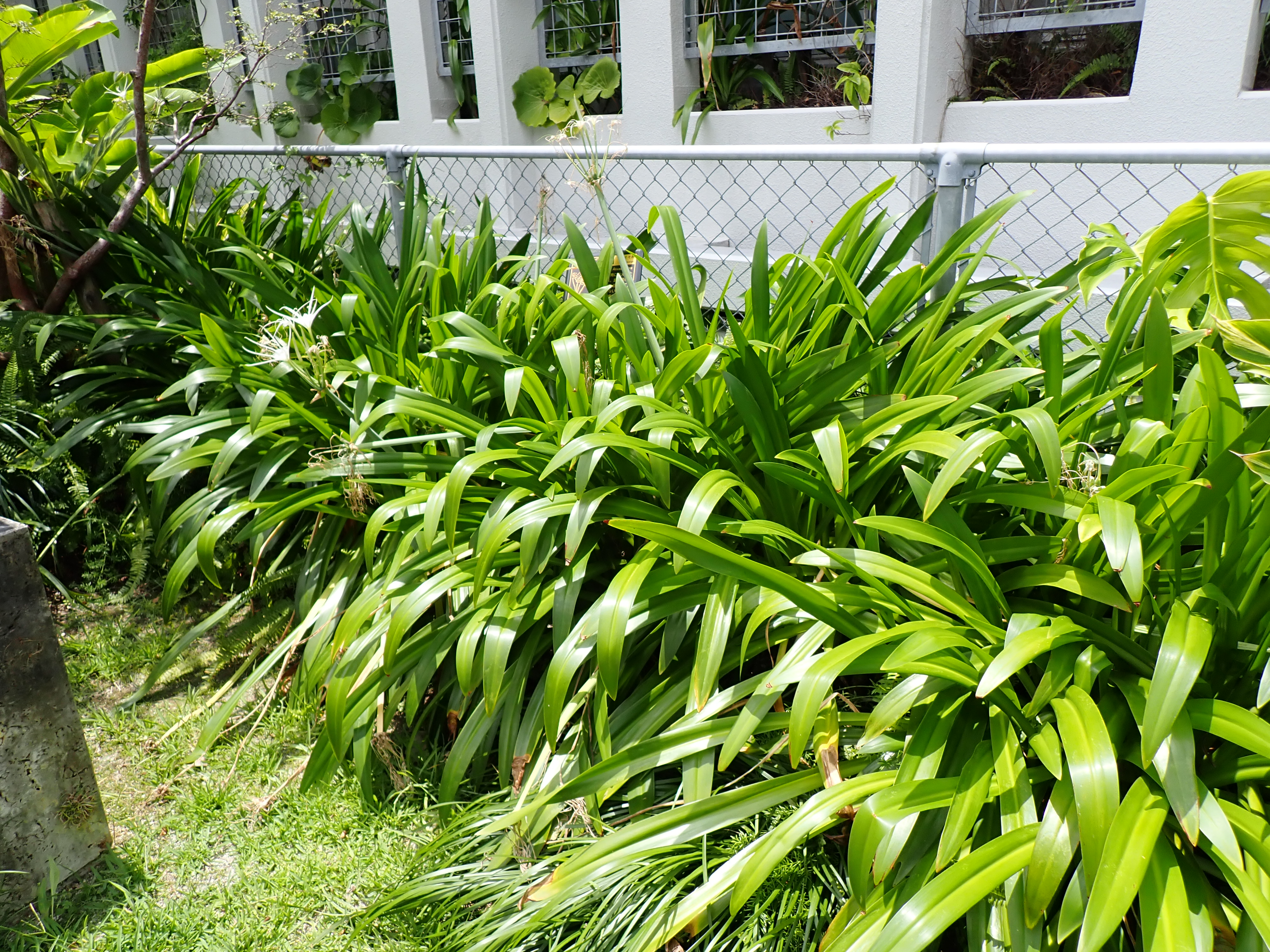
草姿
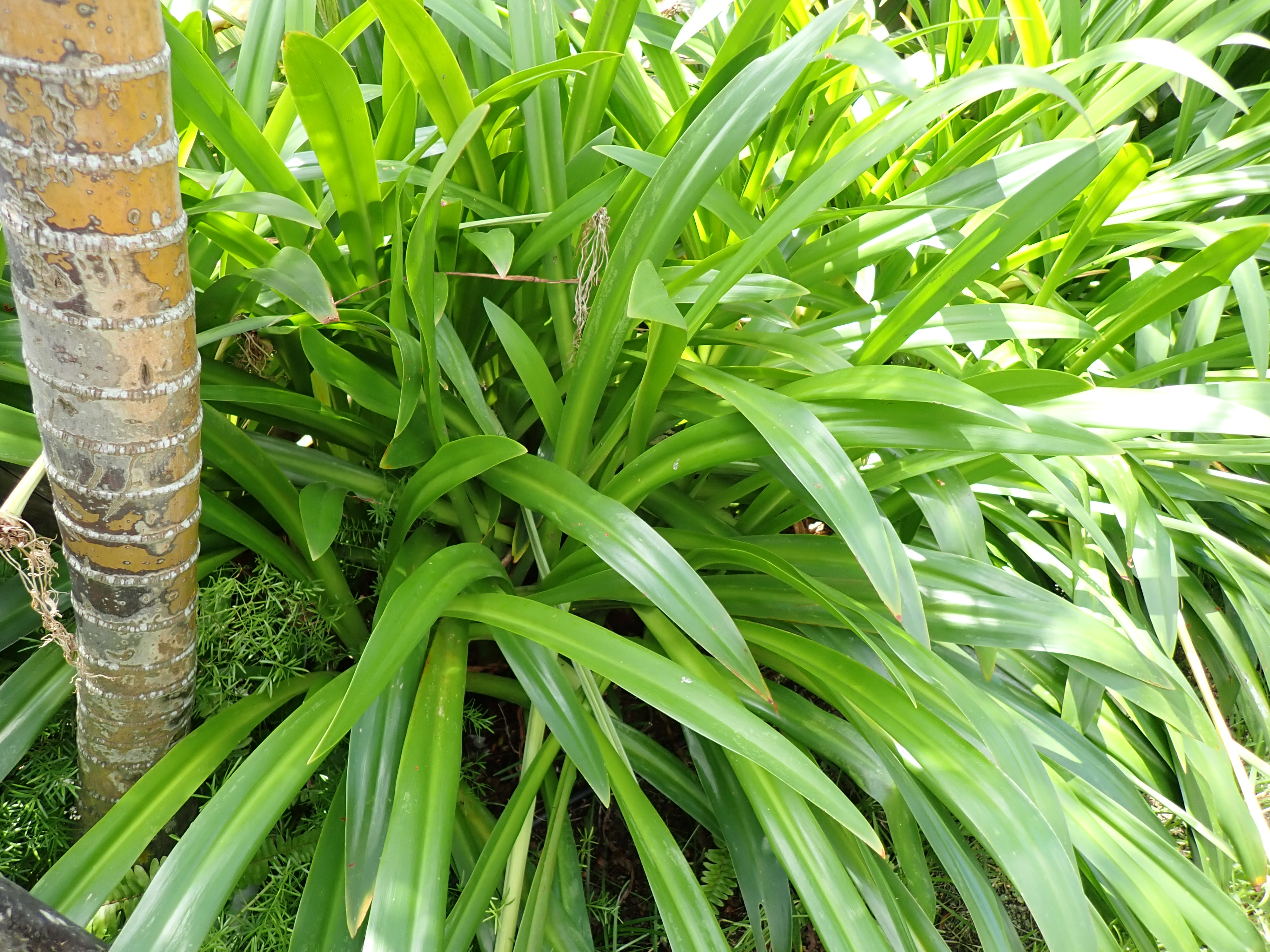
葉
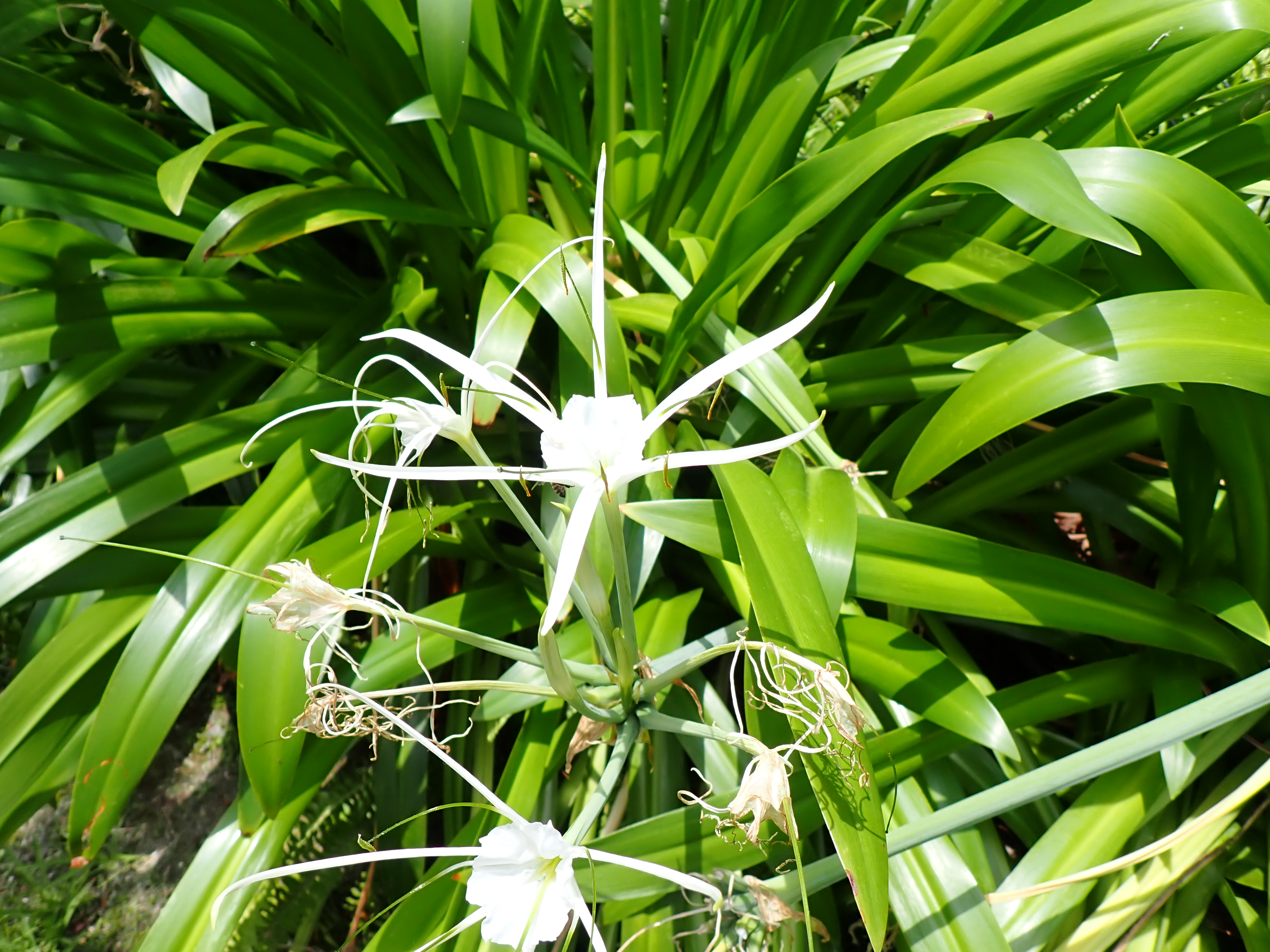
花

葉柄をもつ種（沖縄県本部町　熱帯ドリームセンターにて撮影）
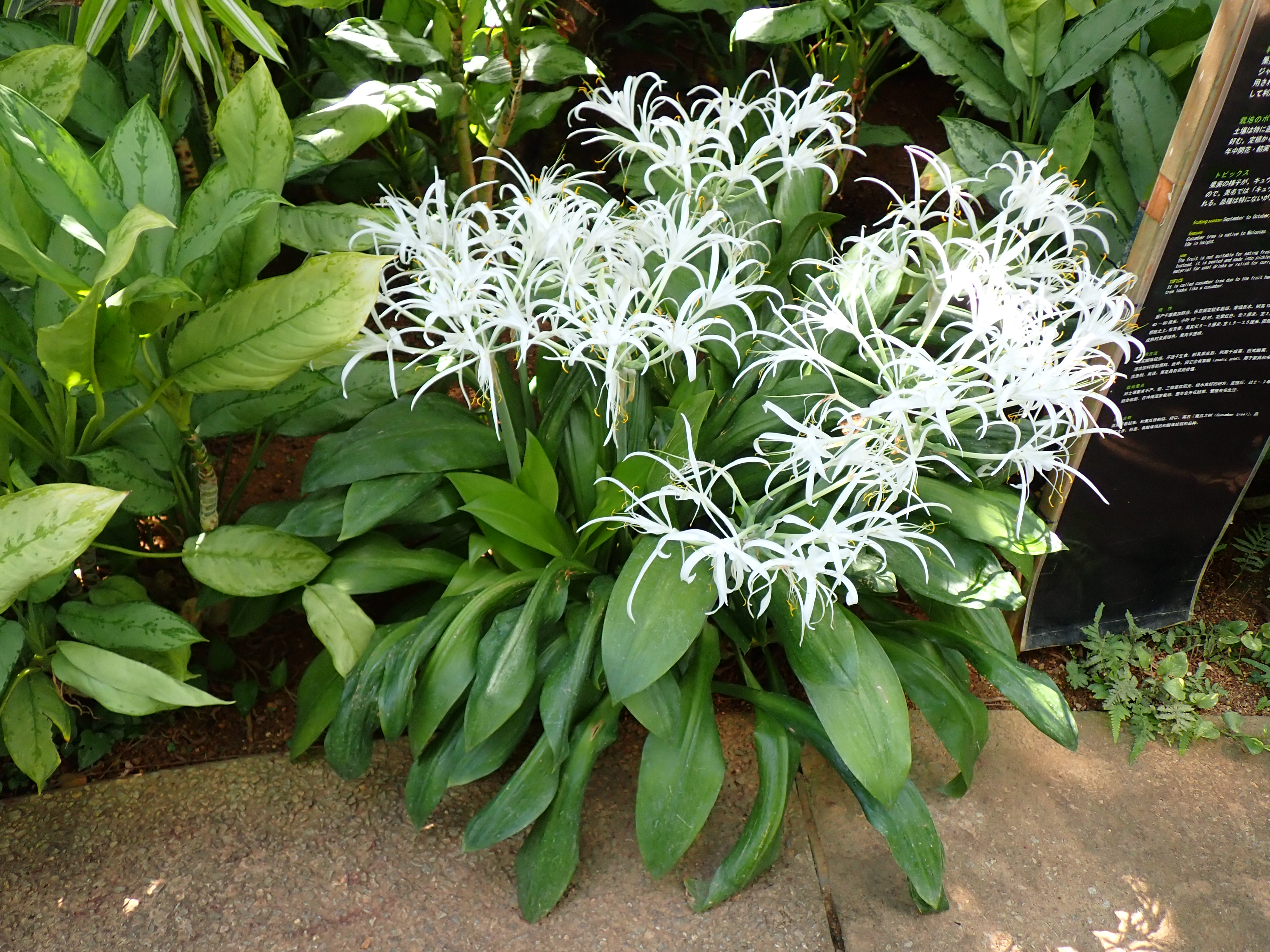
草姿
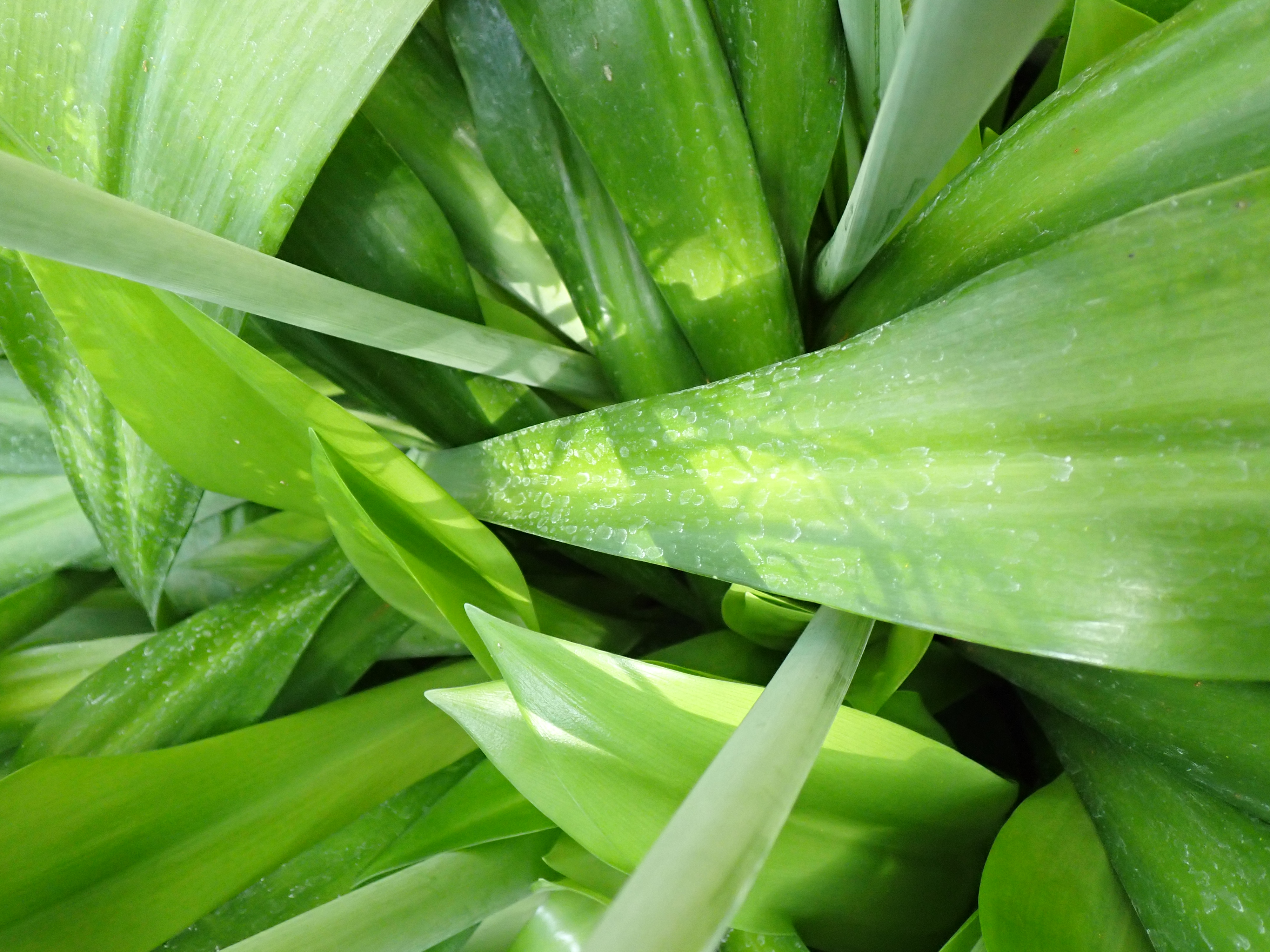
葉柄
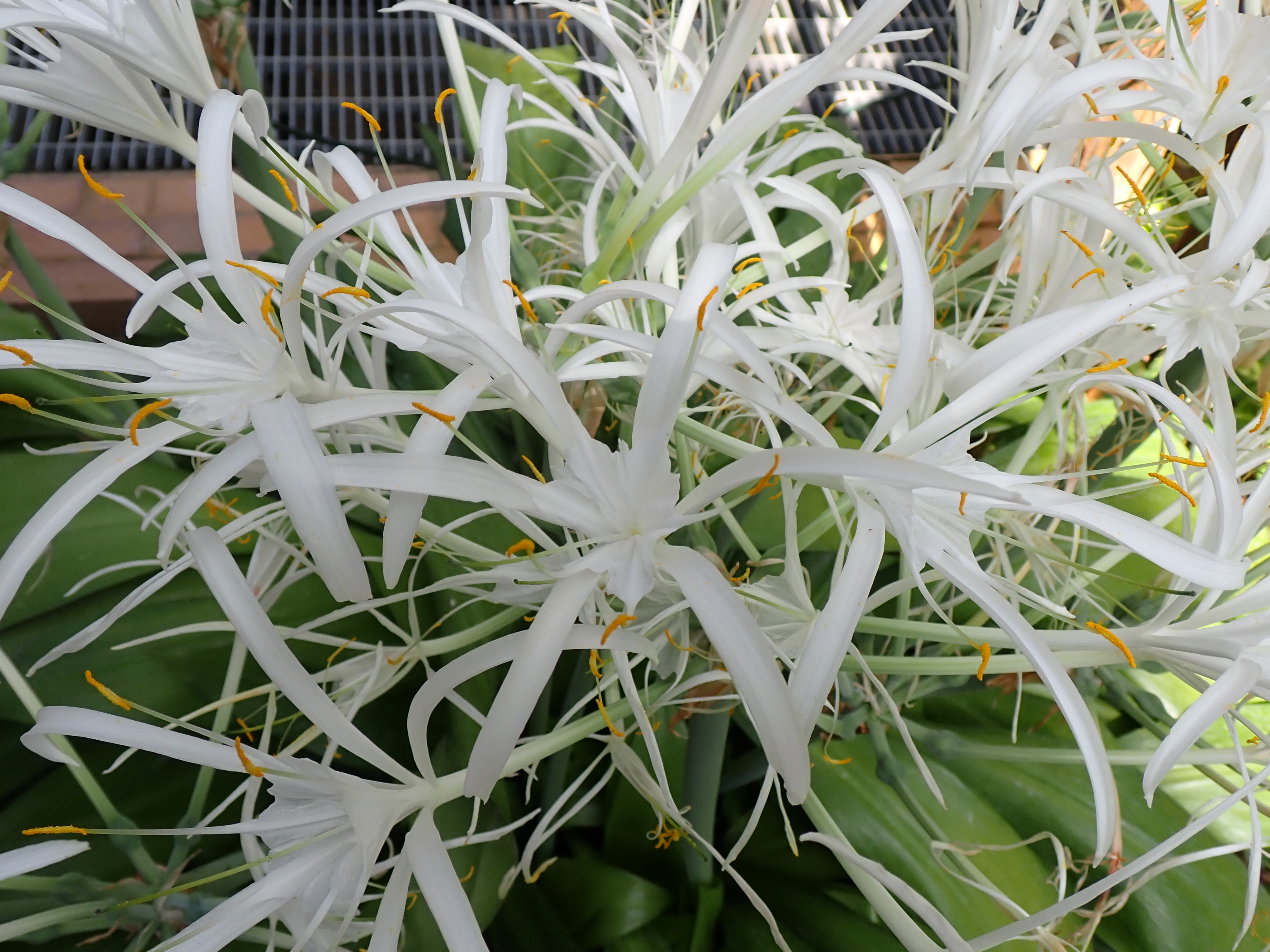
花